# Saad Shaddad Al-Asmari
Saad Shaddad Al-Asmari (in arabo سعد شداد الأسمري‎?; 24 settembre 1968) è un ex siepista saudita.

## Palmarès

### Mondiali
- 1 medaglia:
  - 1 bronzo (Göteborg 1995)

### World Cup
- 1 medaglia:
  - 1 bronzo (Johannesburg 1998)

### Giochi mondiali militari
- 1 medaglia:
  - 1 oro (Roma 1995)

### Giochi asiatici
- 1 medaglia:
  - 1 argento (Hiroshima 1994)

### Campionati asiatici
- 1 medaglia:
  - 1 oro (Fukuoka 1998)

### Giochi panarabi
- 1 medaglia:
  - 1 oro (Beirut 1997)

## Altre competizioni internazionali
1994
- Argento in Coppa del mondo ( Londra), 3000 m siepi - 8'35"74